# 羅堪就

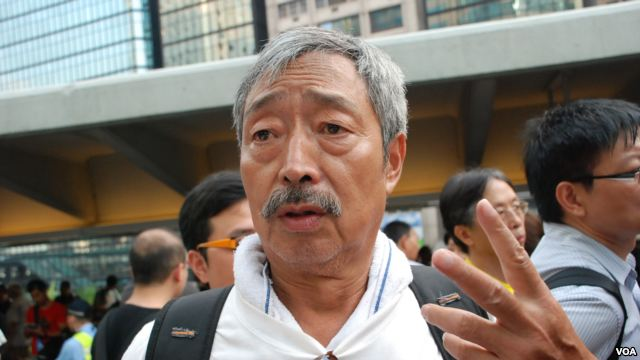
羅堪就

羅堪就（1949年—）又名羅就，香港人，香港社會運動人士，民間電台、社會民主連線成員，世界華人保釣聯盟第一届理事。

## 生平
早在1980年代，因為當時香港公共房屋政策政出多門、弊病處處，一群政府大廈(包括安置區、徙置區、廉租屋、房協樓及屋建會大廈)居民在1983年成立了公屋評議會，羅堪就是主要成員之一，其餘成員包括當時的民選市政局議員林澤飄、馮檢基，和著名社會工作者、街坊頭目，如譚國僑、王桂雲、梁玉鳳、葉肖萍等，因為香港公屋人口接近總人口一半，公評會一度在兩級議會擁有十多名議員，後來因應政策轉變，如廉租屋、安置區已不復存在，故此公屋評議會在1998年改名為「香港房屋政策評議會」，羅堪就至今仍是該會執委。
2003年5月19日，冯锦华、张立昆、李南、牛力丕、周文博5人在网上发出《中国保钓行动登岛志愿者召集正式开始》的公告，征集志愿者出海保钓。接受报名的网站还明示：“本次保钓行动召集的志愿者在本次活动结束后自行解散；所有保钓志愿者的资料都将自愿接受相关部门检查。”冯锦华的实名求援信在爱盟网的点击率极高，捐款者超过一千人。2003年6月22日晨，载有15位中国内地及香港保钓人士的“浙玉渔1980”号渔船自浙江省玉环县黄门港启程开赴钓鱼岛。6月23日，在日本海上保安厅8艘军舰和多架飞机的包围下，该渔船未能驶抵钓鱼岛，被迫返航，6月24日回到玉环县码头。有三位香港保钓行动委员会成员参加了此次行动，其中罗就、曾海丰登船，而郑志坤留在岸上从事后勤工作。当时，罗就正在香港从事建筑装修行业。
2003年10月7日，保钓船闽龙渔F861号自福建厦门东渡渔港启航，于10月9日凌晨与台湾保钓船新航166号会合，此后共同驶往钓鱼岛，但遭到日本海上保安厅拦截，被迫返航。在此次行动中，周文博等7人负责厦门方面的岸上协调工作。此次自厦门港出海者共有10人（另有6位福建船工），其中台湾保钓人士1名：台湾保钓行动小组执行长黄锡麟；香港保钓组织成员5人：朱幼麟（香港立法会议员、全国人大代表）、罗就（香港保钓行动委员会副主席）、郑志坤、陈裕南、王国豪；大陆民间保钓人士4人：张立昆（天津）、李义强（厦门）、方卫强（浙江）、殷敏洪（湖南）。保钓人士于10月8日下午发表《海峡两岸与香港联合出海保钓声明》。
羅堪就是社會民主連線成員。2012年7月12日，同为社會民主連線成員的羅堪就和陳裕南赴北京上访，要求彻底调查李旺阳事件。抵达北京首都国际机场后，他们二人入境後即被中华人民共和国國家安全人员帶走「商討行程」。當局准許他們于7月13日赴國家信訪局上訪，但要求他們取消赴湖南邵陽的計劃。
啟豐二號船員2012年登上釣魚島事件中，羅堪就為啟豐二號的船主。
2016年，羅堪就和船長，因企圖再次保釣，被香港海事處起訴，結果「船隻未獲允許企圖離開香港水域」及「非法載客」罪名成立，被東區裁判法院緩刑和罰款。